# رایانه قیاسی
رایانه قیاسی یا رایانه آنالوگ (به انگلیسی: Analog computer) نوعی رایانه است که به جای اطلاعات کد دهی شده، اعداد را بر مبنای دو داده دائمی در حال تغییر و همیشه تغییرات ولتاژی را مورد پردازش قرار می‌دهد. رایانه‌های دیجیتالی مقادیر را با سیگنال‌های دیجیتالی بیان می‌کنند.